# Pivovar Chodovar

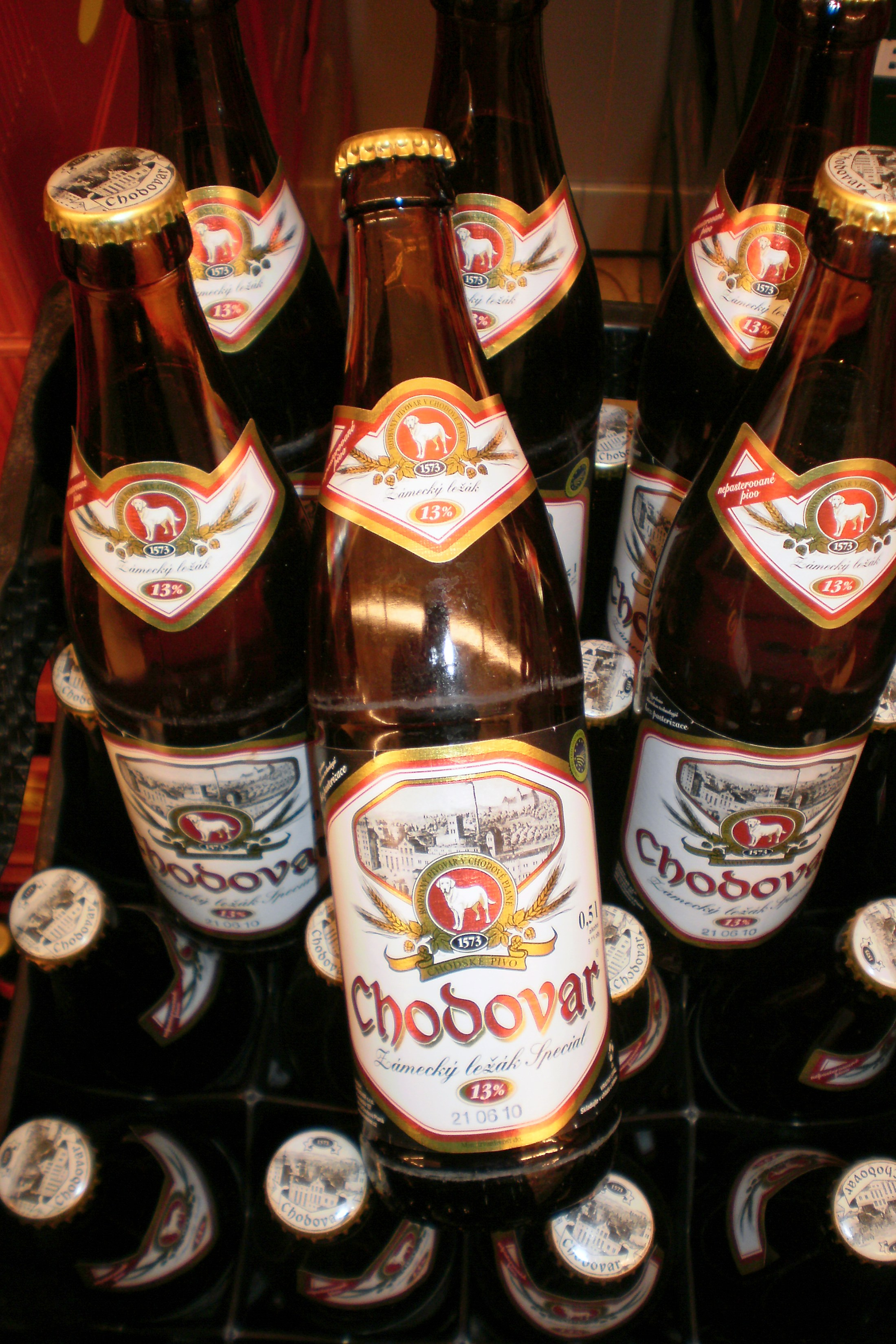
Pivo Chodovar

Pivovar Chodovar je rodinný pivovar, který se nachází v Chodové Plané.

## Historie pivovaru
Rodinný pivovar v Chodové Plané byl vystavěn nad prastarými sklepy vytesanými v žulovém masivu, jejichž původ je spojován se vznikem zdejšího chodského hrádku. K té době se váže i pověst o pejsku Albim, který v blízkosti hrádku nalezl studánku s vydatným pramenem vody. Pes Albi je po staletí považován za dobrého ducha zdejších pivovarských sklepů. Proto jeho vyobrazení od pradávna zdobilo i znak místního sladovnického cechu. Podle starého pivovarského zvyku bylo ukončení práce ve sklepě vždy doprovázeno tradičním rituálem. Nejmladší učedník musel při odchodu připravit Albimu do misky žejdlík piva, aby jak staří sládci věřili, jim dobrý duch skalních sklepů přinesl štěstí a ochránil jejich dílo – věhlasný český ležák.
Po připojení Chebska k Českému království Janem Lucemburským v roce 1322 pozbyl chodský hrádek svého významu a postupem času zanikl. Opuštěné skalní prostory a pramen se staly podnětem k vaření piva. Nejstarší písemný doklad o zdejším pivovaru se datuje do roku 1573, kdy byl založen šlechtickým rodem Šliků. První dochovaný údaj o množství uvařeného piva pochází z roku 1634, tehdy se zde vystavilo 1 920 věder piva, to jest dnešních 1 173 hl (1 české vědro = 61,117 l). V Tereziánském katastru z let 1749 a 1756 je dokladováno, že roční výstav v roce 1749 byl celých 896 sudů, což odpovídá dnešním 2 155 hl (1 rakouský sud = 240,552 l) a výnos z prodeje 3 584 zlatých. Zajímavostí je, že Vrchnostenský pivovar byl povinen poskytovat na zdejším panství šestinedělkám dobré pivo v hojné míře a na plnění tohoto nařízení musel dbát místní rychtář.
V roce 1861 postihla pivovar katastrofa v podobě velkého požáru, který zcela zničil původní objekty. Tehdejší majitel, hrabě Berchem, dal v roce 1862 vystavět nad původními skalními sklepy pivovar nový a byla zvětšena i jeho kapacita. Jeho podoba se zachovala do dnešních dnů. Největšího výstavu v meziválečném období dosáhl pivovar v roce 1925. Bylo to 61 783 hl. Pivovar v té době vlastnil již 47 hostinců a přibližně 600 dalších odebíralo pivo podle pevných smluv. Mezi světovými válkami dosáhl Chodovar největšího výstavu v roce 1925 – 61 783 hl. Pivo se v té době také exportovalo a to hlavně do Německa.
Po znárodnění byl pivovar součástí podniků:
- 1948–1952 Chebsko-karlovarské pivovary n. p.
- 1953–1954 Chebské pivovary n. p.
- 1955–1959 Chebsko-karlovarské pivovary n. p.
- 1960–1964 Plzeňské pivovary n. p.
- 1965–1990 Západočeské pivovary n. p.

Výstav z roku 1925 byl překonán teprve v roce 1960, kdy se vystavilo 65 000 hl piva. Od této doby odbyt neustále vzrůstal a v roce 1990 bylo vystaveno, zatím v historii pivovaru rekordních, 185 000 hl piva.

## Současnost pivovaru
Od 1. 5. 1992 je pivovar samostatným rodinným podnikem. Pivovar se jako jediný ze satelitů vyčlenil ze skupiny Plzeňského Prazdroje. Roční produkce se pohybuje na hranici 90 tisíc hektolitrů piva a stáčené minerální vody Il Sano®. Humnová sladovna pivovaru produkuje 1700 tun sladu ročně včetně speciálních sladů k vaření černého piva.
Současný sortiment pivovaru:
- Pašerák – světlé výčepní pivo (obsah alkoholu 4,0 %)
- Zlatá jedenáctka – světlý ležák (obsah alkoholu 4,5 %)
- Prezident Premium – světlý ležák (obsah alkoholu 5,0 %)
- Zámecký ležák Speciál – světlý ležák (obsah alkoholu 5,1 %)
- Zámecké černé – tmavé výčepní pivo (obsah alkoholu 4,2 %)
- Skalní ležák – polotmavý kvasnicový ležák (obsah alkoholu 5,0 %)
- Nealkoholické pivo - jemně chmelené nealkoholické pivo (obsah alkoholu 0,49 %)
- Minerální voda Il Sano® – Natur, příchutě: Speciál, Citron, Pomeranč, Hoppy
- Radler – míchaný nápoj z piva, příchuť citron

Překrásný historický areál pivovaru je zároveň vyhledávaným turistickým místem. Svým návštěvníkům nabízí atraktivní prostředí stylové Restaurace Ve Skále situované v části labyrintu pivovarských sklepů, malé pivovarské muzeum, wellness hotel U SLÁDKA*** s Originálními pivními lázněmi® nebo restauraci a beerrarium v historické budově sladovny.
Na objekty pivovaru navazuje pivovarská zahrada se stylovým posezením pro 3 000 hostů. Zahrada je místem konání tradičních slavností piva a závodů Mistrovství světa v koulení pivních sudů.

## Chráněné zeměpisné označení
Význam staleté tradice výroby piva, unikátnost skalních sklepení a místních přírodních zdrojů vody v oblasti Českého lesa byly důvodem udělení Evropské ochranné známky Chodské pivo® .
Evropská unie ochranné označení původu a zeměpisná označení vztahuje na mimořádné výrobky a potraviny vyráběné v regionu či v určitém místě, od kterého odvozují svůj název. Kvalita a vlastnosti takového výrobku jsou dány zvláštnostmi přírodního prostředí, skladbou surovin a dovednostmi místních lidí.
Rodinný pivovar Chodovar v Chodové Plané vaří pivo již více než 500 let. Ochrannou známku Evropské unie, kterou od 8. 2. 2008 získává pro označení svého piva, ocení zejména spotřebitel, který má jistotu, že dostává originální produkt, vyráběný tradičním postupem na stejném místě a ve stejné kvalitě.
K vaření piva se používá kvalitní voda z Chráněné krajinné oblasti Slavkovský les, kvalitní žatecký chmel a slad vlastní produkce z ječmene pěstovaného v oblasti Českého lesa. Pivo je kvašeno klasickým způsobem v otevřené spilce, dozrává v ležáckých tancích v prastarém labyrintu vytesaném v žulovém masivu. Pivo je nepasterované, je tak zachována jeho chuť, říz a veškeré zdraví prospěšné látky.